# Bernard Vallet
Bernard Vallet (Viena del Delfinat, 18 de gener de 1954) va ser un ciclista francès que fou professional entre 1975 i 1989, aconseguinr 32 victòries.
Excel·lent rodador, fou lloctinent de Joop Zoetemelk, Mariano Martínez i Bernard Hinault. També es defensava a la muntanya, cosa que li permeté guanyar el Gran Premi de la Muntanya del Tour de França de 1982. En aquesta mateixa cursa, el 1982 hi guanyà una etapa.

## Palmarès
- 1974
  - 1r a la París-Évreux
- 1975
  - 1r al Tour del Gavaudan
  - 1r a la Ruta de França
- 1977
  - 1r del Premi de Mende
- 1979
  - 1r del Tour del Llemosí i vencedor d'una etapa
  - 1r del premi de Basse-Terre
  - Vencedor d'una etapa del Tour de Vaucluse
- 1980
  - 1r del Gran Premi de Rennes
  - 1r del Premi de Mende
  - 1r del Premi de Niort
  - 1r dels Sis dies de Nouméa amb Maurizio Bidinost
  - Vencedor d'una etapa al Tour de França
  - Vencedor d'una etapa del Tour de Llemosí
- 1981
  - 1r del Tour d'Armòrica i vencedor d'una etapa
  - 1r del Premi d'Arras
  - 1r del Premi de Mael-Pestivien
  - Vencedor d'una etapa als 4 dies de Dunkerque
- 1982
  - 1r del Tour de l'Aude
  - Vencedor de 2 etapes del Critèrium del Dauphiné Libéré
  - Vencedor del Gran Premi de la Muntanya al Tour de França
  - 1r del Premi de Lescouet-Jugon
  - 1r del Premi de Bain-de-Bretagne
  - 1r del Premi de Chamalières
  - 1r dels Sis dies de Grenoble, amb Gert Frank
- 1984
  - Campió de França de la cursa per punts en pista
  - 1r del Premi de Camors
  - 1r dels Sis dies de París, amb Gert Frank
  - 1r dels Sis dies de Grenoble, amb Gert Frank
  - Vencedor d'una etapa del Tour de Romandia
  - Vencedor d'una etapa del Tour de Normandia
- 1985
  - 1r del Premi de Marthon
  - 1r del Premi de Clermont-Ferrand
- 1986
  - Vencedor d'una del Tour du Vaucluse
  - 1r del Premi de Bussières
  - 1r del Premi de Poitiers
  - 1r dels Sis dies de París, amb Danny Clark
- 1987
  - 1r de la Bordeus-París
  - 1r del Premi de Castillon-la-Bataille
  - 1r del Premi d'Ormes
  - 1r del Premi de Joué-les-Tours
  - 1r dels Sis dies de Grenoble, amb Charly Mottet

### Resultats al Tour de França
- 1977. 20è de la classificació general
- 1979. 20è de la classificació general
- 1980. 31è de la classificació general. Vencedor d'una etapa
- 1981. 45è de la classificació general
- 1982. 12è de la classificació general. 1r del Gran Premi de la Muntanya
- 1983. 58è de la classificació general
- 1984. 73è de la classificació general
- 1985. 46è de la classificació general
- 1986. 62è de la classificació general
- 1987. 60è de la classificació general

### Resultats al Giro d'Itàlia
- 1985. 43è de la classificació general